# Quận Prince William, Virginia
Quận Prince William là một quận thuộc tiểu bang Virginia, Hoa Kỳ.
Quận này được đặt tên theo. Theo điều tra dân số của Cục điều tra dân số Hoa Kỳ năm 2000, quận có dân số người, ước tính dân số năm 2009 là 394.370 người. Quận lỵ đóng ở Manassas6.

## Địa lý
Theo Cục điều tra dân số Hoa Kỳ, quận có diện tích km2, trong đó có km2 là diện tích mặt nước.

## Thông tin nhân khẩu
Theo điều tra dân số [6] năm 2000, đã có 280.813 người, 94.570 hộ gia đình, và 72.724 gia đình sống trong quận hạt. Mật độ dân số là 831 người trên một dặm vuông (321/km ²). Có 98.052 đơn vị nhà ở với mật độ trung bình là 290 trên một dặm vuông (112/km ²). Cơ cấu chủng tộc của quận đã được 68,93% người da trắng, 18,76% da đen hay Mỹ gốc Phi, 0,39% người Mỹ bản xứ, 3,81% châu Á, Thái Bình Dương 0,13%, 4,35% từ các chủng tộc khác, và 3,62% từ hai hoặc nhiều chủng tộc. 9,74% dân số là người Hispanic hay Latino thuộc một chủng tộc nào.
Đến năm 2005 người da trắng gốc Tây Ban Nha không được 54,2% dân số của Prince William County. 19,4% dân số là người Mỹ gốc Phi. 0,5% là người Mỹ bản xứ. 6,4% dân số là người Mỹ gốc Á. Sự tăng trưởng của dân số châu Á là, số lượng và tỷ lệ phần trăm của tổng dân số trong nhóm này, so với anh bởi sự tăng trưởng của dân số La tinh, làm tăng 18,0% tổng dân số của quận vào năm 2005.
Có 94.570 hộ, trong đó 44,20% có trẻ em dưới 18 tuổi sống chung với họ, 61,30% là đôi vợ chồng sống với nhau, 11,20% có nữ hộ và không có chồng, và 23,10% là các gia đình không. 17,10% hộ gia đình đã được tạo ra từ các cá nhân, và 3,00% có người sống một mình 65 tuổi hoặc lớn tuổi hơn là người. Cỡ hộ trung bình là 2,94, và kích cỡ gia đình trung bình là 3,32.
Trong quận, sự phân bố dân số bao gồm 30,40% dưới độ tuổi 18, 8,80% 18-24, 35,20% 25-44, 20,80% từ 45 đến 64, và 4,80% từ 65 trở lên. Độ tuổi trung bình là 32 năm. Đối với mỗi 100 nữ có 99,50 nam giới. Đối với mỗi 100 nữ 18 tuổi trở lên, đã có 97,40 nam giới.
Thu nhập trung bình cho một hộ gia đình trong quận đã được $ 65.960, và thu nhập trung bình cho một gia đình là $ 71.622. Phái nam có thu nhập trung bình $ 45,595, so với 34.286 $ cho phái nữ. Thu nhập bình quân đầu người là 25.641 $. Giới 3,30% gia đình và 4,40% dân số sống dưới mức nghèo khổ, trong đó có 5,60% những người dưới 18 tuổi và 4,70% của những người 65 tuổi hoặc hơn.